# Halsgeige

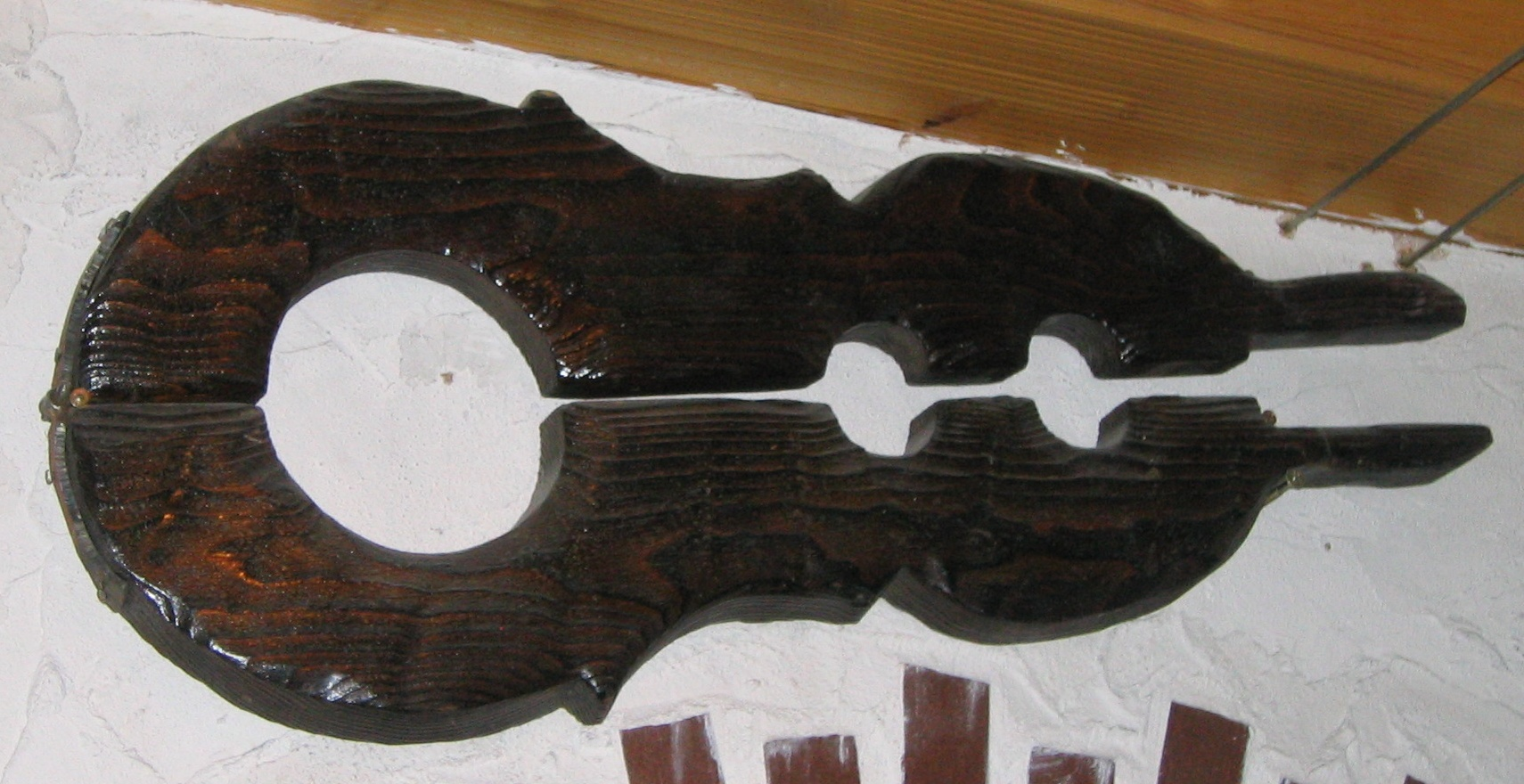
Halsgeige für eine Person

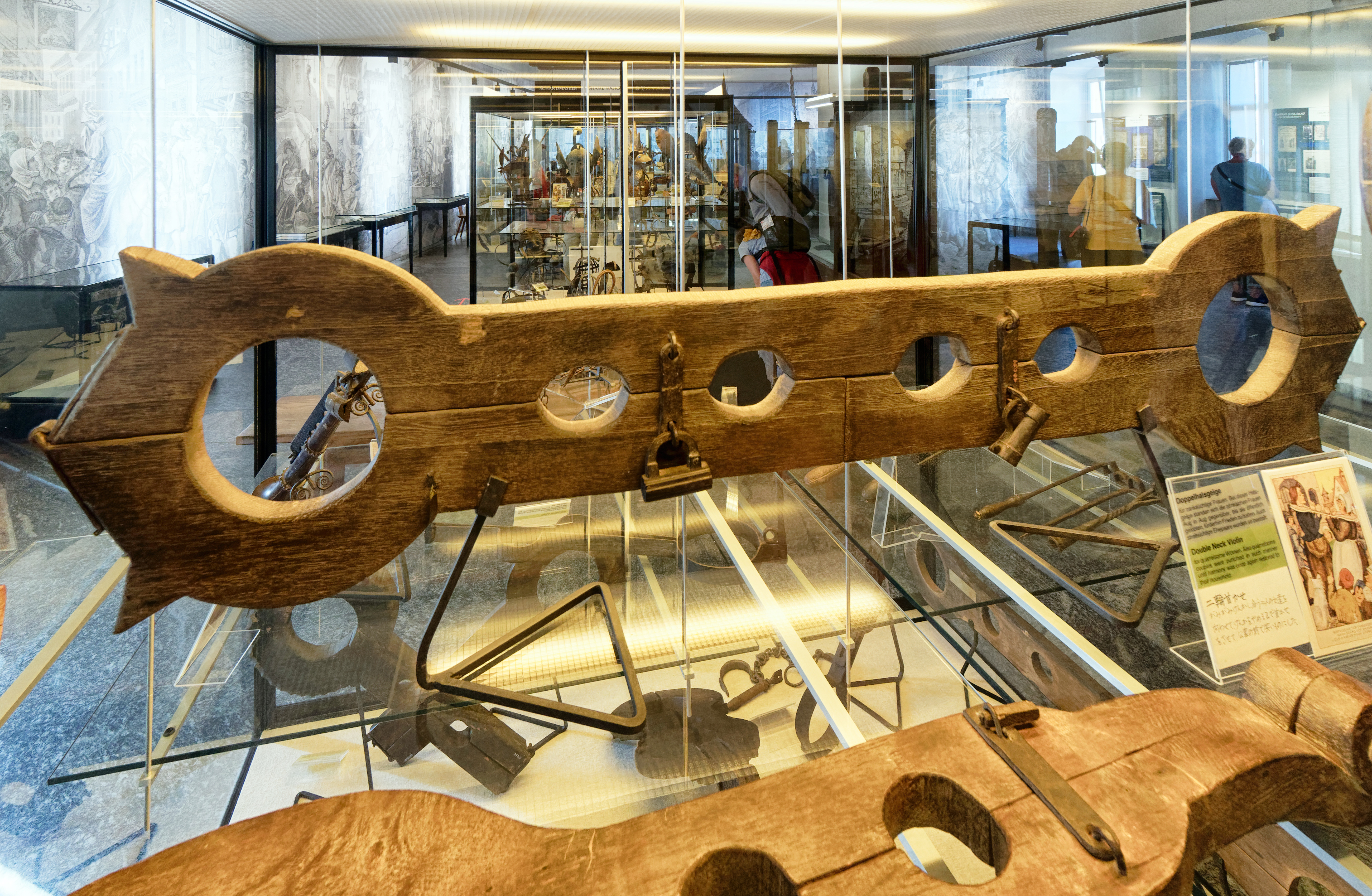
Halsgeige für zwei Personen

Eine Halsgeige (auch Schandkragen, Schandgeige, spanische Geige oder Zankbrett genannt) ist eine Fessel aus Holz oder Metall, die den Hals und die Handgelenke der zu fesselnden Person umschließt, wobei sich die Hände hintereinander vor oder seitlich am Körper befinden.
Die Halsgeige besteht in der Regel aus zwei symmetrisch angeordneten Teilen. Hinten befindet sich ein Scharnier, vorne ein Verschluss. Für die Fesselung wird die Halsgeige aufgeklappt und der Hals und die Hände in die entsprechende Position gebracht. Daraufhin wird die Halsgeige zugeklappt und verschlossen.

## Vorkommen und Anwendung

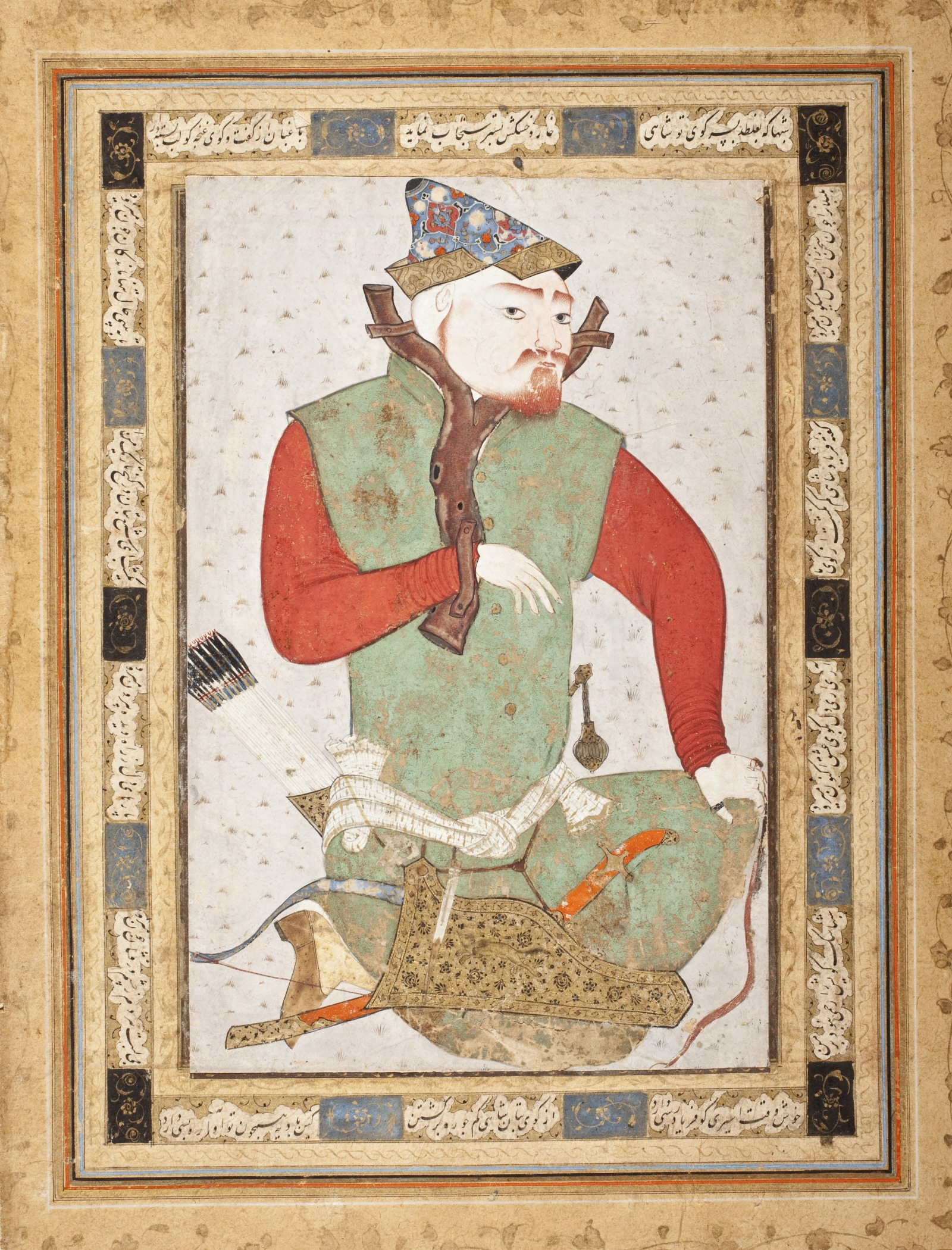
Turkmenischer Gefangener, iranische Miniatur aus der zweiten Hälfte des 16. Jahrhunderts

Archäologische Funde legen nahe, dass in der Antike die römische Armee Halsgeigen aus Metall mitführten, um Kriegsgefangene, die versklavt wurden, zu fesseln.
Vom Mittelalter bis in die Frühe Neuzeit wurden Halsgeigen in Europa, vor allem in Deutschland, eingesetzt. Sie waren meist aus Holz, seltener aus Eisen bzw. Stahl gefertigt. Die Halsgeige diente zur Durchführung von Ehrenstrafen. Der verurteilten Person wurde die Halsgeige umgelegt, woraufhin sie damit durch die Stadt geführt oder an den Pranger gestellt wurde, so dass sie dem Spott der Mitbürger ausgesetzt war und gedemütigt werden sollte. Die Halsgeige wurde nur bei leichten Vergehen verwendet, vor allem (aber nicht nur) Frauen und jungen Mädchen wurde sie umgelegt. Grund für die Bestrafung waren beispielsweise Zänkereien oder auch leichte Diebstähle.
Eine Sonderform war die Doppel-Halsgeige, in die zwei Personen gleichzeitig eingeschlossen wurden, die miteinander gezankt hatten. Die Doppel-Halsgeige war so konstruiert, dass sich die beiden Verurteilten von Angesicht zu Angesicht gegenüberstehen mussten.
Ähnliche Vorrichtungen sind auch auf frühneuzeitlichen und modernen Abbildungen aus dem nahöstlichen und asiatischen Raum zu finden.